# Liang Wudong
Liang Wudong (în chineză: 梁武东; pinyin: Liáng Wǔdōng; n. 14 martie 1959, Republica Populară Chineză – d. 25 ianuarie 2020, Jiangjunlu Subdistrict⁠(d), Hubei, Republica Populară Chineză) a fost medic la spitalul Xinhua din Hubei, care a fost primul medic care a murit din cauza pandemiei COVID-19 din cauza infecției nosocomiale.

## Viață
Liang a fost directorul Departamentului de Otorinolaringologie din spitalul de medicină tradițională chineză și occidentală integrată din provincia Hubei (spitalul Xinhua). Avea antecedente de aritmie și fibrilație atrială persistentă. La 16 ianuarie 2020, Liang s-a simțit rău și a avut febră mare și frisoane. S-a dus la spitalul de medicină tradițională chineză și occidentală integrată din Hubei pentru tratament și a constatat că tomografia computerizată a arătat că plămânii erau albi și că existau simptome evidente ale infecțiilor pulmonare. După ce a fost diagnosticat cu boala coronavirusului 2019, a fost internat într-o secție de izolare pentru tratament spitalicesc și a fost transferat la spitalul Wuhan Jinyintan la 18 ianuarie 2020 pentru a continua tratamentul. La 25 ianuarie 2020, Liang a murit la vârsta de 60 de ani.  La 3 februarie, Shanxi Zhendong Group Renai Angel Fund a donat 100.000 de yuani familiei lui Liang Wudong și a donat 2.000 de yuani pentru cheltuieli de întreținere.